# Gishū Mon In no Tango
Gishū Mon In no Tango (宜秋門院丹後?) fue una poetisa japonesa que vivió en las postrimerías de la era Heian y comienzos de la era Kamakura. Es considerada una de las treinta y seis mujeres inmortales de la poesía.

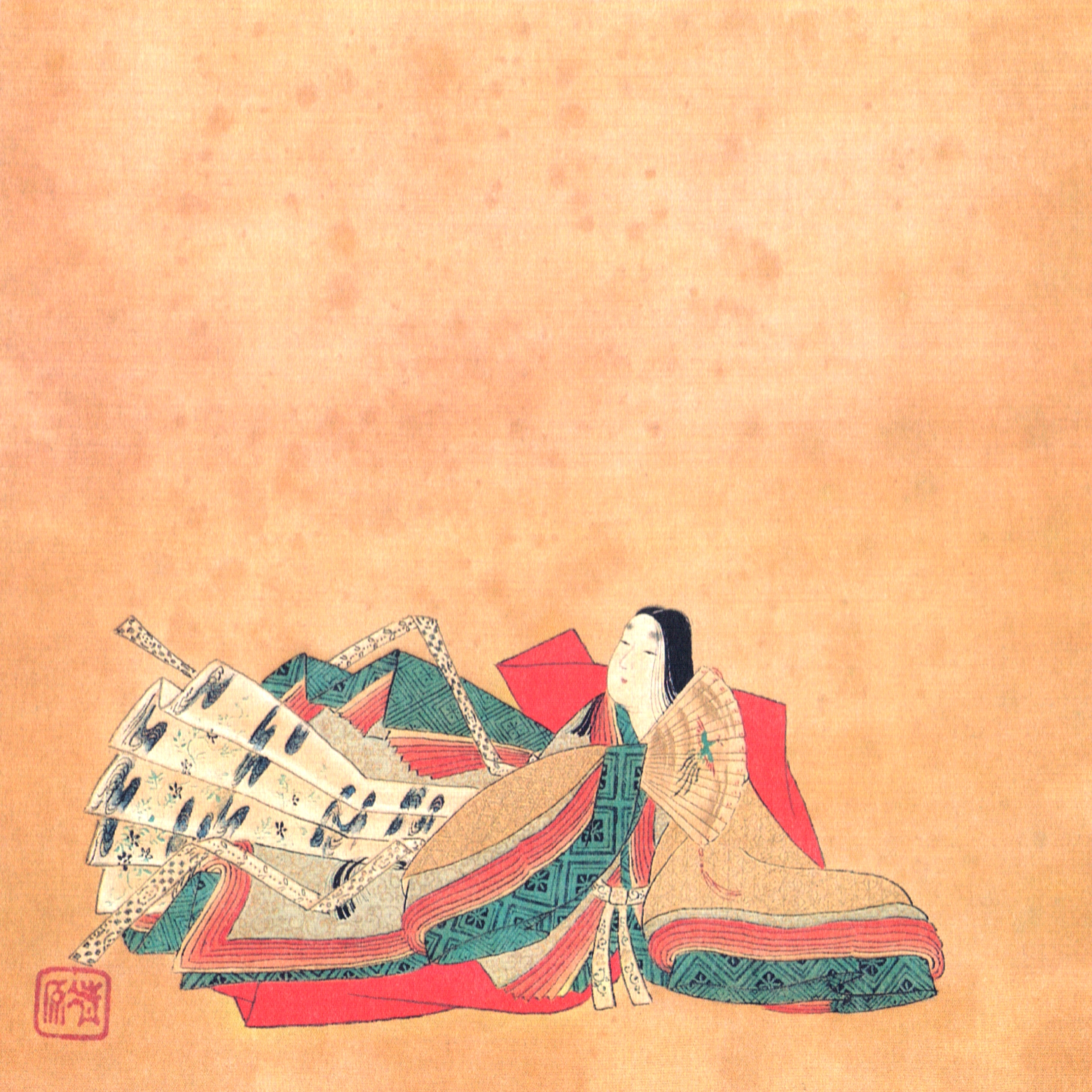
Gishu Mon In no Tango

Fue nieta de Minamoto no Kanesuke e hija de Minamoto no Yoriyuki. Fue sirvienta del sesshō Kujō Norizane, y se le conoció como Sesshō-ke no Tango (摂政家丹後?). Posteriormente se hizo sirvienta de la hija de Norizane, la Emperatriz (Chūgū) Kujō Ninshi de Gishū Mon In, esposa del Emperador Go-Toba. Hacia 1201 se convirtió en una monja budista.
Participó en varios concursos de waka en 1175, 1190, 1200, 1201, 1204, 1206 y 1208. Algunos de sus poemas fueron incluidos en la antología imperial Senzai Wakashū.